# هژیر داریوش
هژیر داریوش (۱۳۱۷ در بندر انزلی – ۱۲ مهر ۱۳۷۴ در پاریس) کارگردان و فیلم‌ساز اهل ایران بود. او در بندر انزلی زاده شد و در پاریس درگذشت.

## زندگی هنری
داریوش کار هنری را از هشت سالگی با نوشتن داستان، مسابقه و طرح جدول در نشریاتی مثل «عدل ایران» و «نوباوگان ایران» آغاز کرد. پانزده ساله بود که خاله‌اش از او خواست تا سردبیری مجله‌ی «خردسالان» او را بپذیرد. چندی پس از آن کار صفحه‌ی سینمایی مجله‌ی «شاهکارها» را بر دوش گرفت و در همان هنگام در مجلهٔ «امید ایران» به نقد فیلم پرداخت. در سال ۱۳۳۷ به فرانسه رفت و کارگردانی فیلم را در مدرسهٔ عالی آموزش فنی سینماتوگرافی (ایدک: پاریس I.D.H.E.C) آموخت. فیلم کوتاه «وقت دیگر عشق من» (۱۳۴۰) در فرانسه، دستاورد این دوره بود.

## فیلم‌سازی
«گود مقدس» نخستین فیلم او در ۱۳۴۱، گزارشی فرهنگی بود از زورخانه‌ها. سپس در ۱۳۴۲ «جلد مار» را با بازیگری جمشید مشایخی و فخری خوروش بر پایهٔ داستان همخوابهٔ خانم چاترلی اثر دی.اچ. لارنس ساخت. فیلم سوم او «ولی افتاد مشکلها» در ۱۳۴۴ ناهماهنگی فرهنگی زندگی جوانان را به ریشخند و شوخی می‌گرفت.
برای نمونه «دخترها نه تنها از لباس و آرایش الیزابت تیلور و بریژیت باردو تقلید می‌کنند، بلکه برداشت آنها از حوادث سینمایی این موجوداتِ رؤیایی، به ویژه یک زندگی سودایی است».
پس از آن «چهره ۷۵» را در ۱۳۴۴  ساخت که انتقاد تلخی از رخنهٔ فرهنگ فرنگی به روستاها بود.
در ۱۳۵۱ داریوش فیلم بلند «بی‌تا» را با بازیگری گوگوش و سنا ضیائیان ساخت که با استقبال بسیار تماشاگران روبرو شد.

## کارگزار هنری
هژیر دبیرکل جشنواره جهانی فیلم تهران بود. او همچنین دبیر عامل جشنواره‌ی بین‌المللی کودکان و نوجوانان، مسئول سمینار یونسکو در زمینهٔ فیلمسازی مستند آسیا، دبیرکل نخستین جشنواره فیلم‌های جوانان آسیا، دبیرکل نخستین جشنوارهٔ فیلم‌های جوانان آسیا؛ عضو هیئت داوران جشنواره‌های بین‌المللی تائورمینا (قاهره)، کودکان و نوجوانان تهران و جشنوارهٔ جهانی فیلم تهران بود داریوش در مدرسه عالی تلویزیون و سینما (در اوایل دههٔ ۱۳۵۰) کارگردانی تدریس می‌کرد و در سال ۱۳۵۸ به فرانسه مهاجرت کرد و در سال‌های آغازین مدیریت دانشگاه تولوز را به عهده داشت.

## زندگی خصوصی
داریوش در پایان دههٔ سی با گلی ترقی داستان‌نویس ازدواج کرد و پس از چند سال زندگی از او جدا شد.

## فیلم‌شناسی
- «گود مقدس» (۱۳۴۱)
- «جلد مار» (۱۳۴۲)
- «ولی افتاد مشکلها» (۱۳۴۴)
- «چهره ۷۵» (۱۳۴۴)
- «بی‌تا» (۱۳۵۱)

## داریوش از دیدگاه دیگران
احمدرضا احمدی در نوشته « حقیقت تلخ است» برای ویژه نامه کتاب « نوشتن با دوربین»‌  می نویسد:

« در سال ۱۳۴۹ که در لندن بودم برای گلستان نامه ای نوشتم که می خواهم به مدرسه ی سینمایی بروم. پاسخ نوشت: مدرسه سینمایی هژیر داریوش تحویل می دهد و مدرسه غیر سینمایی مسعود کیمیایی و علی حاتمی.»